# John L. McClellan
John Little McClellan (Sheridan, 25 de fevereiro de 1896 – Little Rock, 28 de novembro de 1977) foi um político e advogado estado-unidense. Um membro do Partido Democrata, ele serviu como deputado (1935–1939) e senador (1943–1977) pelo Arkansas. 
Na época da sua morte, ele era o segundo membro mais antigo do Senado e presidente da Comissão de Apropriações do Senado. Ele é senador pelo Arkansas que já serviu por mais tempo.